# Afrixalus enseticola
Az Afrixalus enseticola  a kétéltűek (Amphibia) osztályába, a békák (Anura) rendjébe és a mászóbékafélék (Hyperoliidae) családjába tartozó faj.

## Előfordulása
Etiópia délnyugati részén, a Nagy-hasadékvölgy területén honos. Nyílt erdők lakója.

## Megjelenése
A hím testhossza 20–23 milliméter, a nőstényé 23–28 milliméter.